# Gérard Raulet
Gérard Raulet, né le 9 août 1949 à Épernay (Marne), est un philosophe, germaniste et traducteur français. Spécialiste notamment des pensées d'Herbert Marcuse et d'Ernst Bloch, il en a également été traducteur et commentateur.

## Biographie
Raulet est un ancien élève de l'École normale supérieure de Saint-Cloud (promotion 1969), agrégé d'allemand (1973), docteur en philosophie (1981) puis docteur d'État ès lettres et sciences humaines (1985). Il a exercé différentes fonctions à l'université de Paris-Sorbonne de 1975 à 1987 avant de devenir professeur à l'université de Rennes 2 en 1987. Il enseigne ensuite à l'université Paris-XII avant de rejoindre l'ENS-LSH, qui succède à celle de Saint-Cloud. De 1981 à 1999, il a également dirigé à la Maison des sciences de l'homme le « Groupe de recherche sur la culture de Weimar ».
Auteur prolifique, Raulet a consacré plusieurs ouvrages à des philosophes allemands tels Walter Benjamin, Max Scheler, Karl Marx. Il est également l'auteur de publications sur la Culture de Weimar et la philosophie politique allemande (utopie, historicisme, marxisme). Il est le traducteur de l'article de Jürgen Habermas intitulé « Les Lumières, un projet inachevé », en réponse aux critiques postmodernistes, sur lesquelles Raulet a lui-même travaillé.
Ses derniers travaux portent sur l'anthropologie philosophique et l'histoire de la philosophie allemande depuis 1945.

## Liste sélective de publications

### Traductions
- (trad.), Herbert Marcuse, L'ontologie de Hegel et la théorie de l'historicité, traduit de l'allemand par Gérard Raulet et Henri-Alexis Baatsch ; préface de Mimica Cranaki, Paris, Éditions de Minuit, 1972 ; Gallimard, 1991. Collection « Tel ».
- (trad.), Jürgen Habermas, Théorie et pratique, traduit de la 4e éd. allemande par Gérard Raulet, Paris, Payot, « Critique de la politique », 1975 ; Paris, Payot, « Critique de la politique », 2005. Traduction de : Theorie und Praxis.  (ISBN 2-228-90057-5)
- (trad.), Ernst Bloch, L'Athéisme dans le christianisme : la religion de l'Exode et du Royaume, traduit de l'allemand par Éliane Kaufholz et Gérard Raulet ; notes de Gérard Raulet, Paris, Gallimard, « Bibliothèque de philosophie », 1978 - ainsi que plusieurs autres textes de Bloch.

### Œuvres
Direction et ouvrages collectifs
- Humanisation de la nature, naturalisation de l'homme : Ernst Bloch ou le projet d'une autre rationalité, Paris, Klincksieck, « Philosophia », 1982.
- avec Jacques Le Rider (éd.), Verabschiedung der (Post-)Moderne? : eine interdisziplinäre Debatte, Tübingen : G. Narr, « Deutsche TextBibliothek », 1987.
- Herbert Marcuse. Philosophie de l'émancipation, Paris, PUF, coll. « Philosophie », 1992, 254 p. (ISBN 2-13-045004-0, présentation en ligne, lire en ligne)
- avec Kurt Nowak et le Groupe de recherche sur la culture de Weimar (éd.), Protestantismus und Antisemitismus in der Weimarer Republik, Frankfurt ; New York : Campus ; Paris, Fondation Maison des sciences de l'homme, 1994.  (ISBN 3-593-35197-8)
- (éd.), Aufklärung : les Lumières allemandes, textes et commentaires par Gérard Raulet, Paris, Flammarion, « GF », 1995.  (ISBN 2-08-070793-0)
- avec Jean-Marie Vaysse, Communauté et modernité, ouvrage réalisé par le Groupe de recherche sur la culture de Weimar, Maison des sciences de l'homme, Paris, Éditions l'Harmattan, « La philosophie en commun », 1995.  (ISBN 2-7384-3503-3)
- Apologie de la citoyenneté, Paris, Éditions du Cerf, « Humanités », 1999.  (ISBN 2-204-06059-3)
- Walter Benjamin : 1892-1940, Paris, Ellipses, « Philo-philosophes », 2000.  (ISBN 2-7298-0009-3)
- avec Étienne Balibar (dir.), Marx démocrate : le manuscrit de 1843, actes d'une journée d'études, Fontenay-aux-Roses, 2000 ; organisé par l'UPRES-A 8004 du CNRS « Philosophie politique contemporaine », Paris, Presses universitaires de France, « Actuel Marx confrontation », 2001.  (ISBN 2-13-052308-0)
- (dir.) Max Scheler : l'anthropologie philosophique en Allemagne dans l'entre-deux-guerres, Paris, Éditions de la Maison des sciences de l'homme, « Philia », 2002 (titre parallèle : Max Scheler : Philosophische Anthropologie in der Zwischenkriegszeit, textes en allemand et en français)  (ISBN 2-7351-0937-2)
- avec Jean-François Goubet (dir.), Aux sources de l'esthétique : les débuts de l'esthétique philosophique en Allemagne, Paris, Éditions de la Maison des sciences de l'homme, « Philia », 2005.  (ISBN 2-7351-1065-6)
- avec Gilbert Merlio (éd.), Linke und rechte Kulturkritik : Interdiskursivität als Krisenbewusstsein, Frankfurt am Main : P. Lang, Europäischer Verlag der Wissenschaften, 2005.  (ISBN 3-631-53598-8)

Monographies
- Kant, histoire et citoyenneté, Paris, Presses universitaires de France, « Philosophies », 1996.  (ISBN 2-13-047793-3)
- Le caractère destructeur : esthétique, théologie et politique chez Walter Benjamin, Paris, Aubier, « Aubier philosophie », 1997.  (ISBN 2-7007-3350-9)
- La philosophie allemande depuis 1945, Paris, Armand Colin, « Collection U. Philosophie », 2006.  (ISBN 2-200-26518-2)